# Gertrud (film)
Gertrud är en dansk dramafilm från 1964 i regi av Carl Theodor Dreyer, med Nina Pens Rode, Bendt Rothe och Baard Owe i huvudrollerna. Den handlar om en kvinna som är ovillig att kompromissa i sin längtan efter ren kärlek, och därför stöter sig med männen omkring henne. Filmen bygger på pjäsen Gertrud av Hjalmar Söderberg. Den utmärker sig med sin subtila stil och långa, dialogdrivna scener utan klipp. Dess val av uttryck delade omedelbart kritiker och föranledde en stor kulturdebatt i Danmark. Det var Dreyers sista film.

## Rollista
- Nina Pens Rode som Gertrud Kanning
- Bendt Rothe som Gustav Kanning, Gertruds man, advokat
- Baard Owe som Erland Jansson
- Ebbe Rode som Gabriel Lidman, diktare
- Axel Strøbye som magister Axel Nygren
- Anna Malberg som fru Kanning, Gustav Kannings mor
- Edouard Mielche som rektor magnificus
- Vera Gebuhr som Kannings hembiträde
- Lars Knutzon som studenttalaren

## Tillkomst
Enligt Carl Theodor Dreyer hade han övervägt två Hjalmar Söderberg-filmatiseringar på 1940-talet: romanen Doktor Glas från 1905 och pjäsen Gertrud från 1906. Inget av projekten förverkligades då. Gertrud-projektet återupplivades när Dreyer läste Sten Reins monografi Hjalmar Söderbergs Gertrud från 1962, som lyfter fram pjäsens användandning av dialog: hur handlingen ofta förs framåt av triviala samtal och misslyckad kommunikation. Detta inspirerade Dreyer till att göra en film där tal är viktigare än bilder. När han bearbetade pjäsen till ett filmmanus valde Dreyer att förkorta den tredje akten och lägga till en epilog. Epilogen var inspirerad av Maria von Platens liv; Platen hade varit Söderbergs ursprungliga inspiration för Gertrud.
Filmen producerades av Palladium och spelades in i Nordisk Films ateljéer i Valby, eftersom Palladiums egna var uthyrda till Danmarks Radio för en TV-inspelning. Utomhusscener spelades in i Vallø slottspark. Inspelningen tog tre månader och klippningen tre dagar.

## Mottagande
Filmen hade premiär vid Le Studio Médicis i Paris den 18 december 1964. Bioutrustningen strejkade flera gånger under visningen, undertexterna var av låg kvalitet och filmens rullar visades i fel ordning, vilket föranledde kraftigt negativa reaktioner från publiken. Filmen släpptes i Danmark 1 januari 1965 genom Film-Centralen-Palladium. Svensk premiär var 15 november 1965. Omedelbart efter Parispremiären kallades filmen för en "katastrof" i pressen; efter den danska premiären blev mottagandet något mer nyanserat men fortfarande splittrat, och filmen föranledde en stor debatt i danska tidningar.
Filmen mottog FIPRESCI-priset vid Filmfestivalen i Venedig 1965 och Prix du comité directeur vid Festival des Ciné-Rencontres i Prades. Den tilldelades 1965 års Bodilpris för bästa danska film. Den franska filmtidskriften Cahiers du cinéma utsåg Gertrud till 1964 års näst bästa film, efter En rövarhistoria av Jean-Luc Godard.